# Kreuz Bielefeld
Het Kreuz Bielefeld is een knooppunt in Duitse deelstaat Noordrijn-Westfalen. Op dit knooppunt kruist de A33 (Bielefeld-Kreuz Wünnenberg-Haaren) de A2 (Oberhausen-Dreieck Werder).

## Richtingen knooppunt
| Aansluitende wegen             | Aansluitende wegen | Aansluitende wegen | Aansluitende wegen | Aansluitende wegen                        |
| ------------------------------ | ------------------ | ------------------ | ------------------ | ----------------------------------------- |
|                                |                    |                    |                    | richting Bielefeld-Ost Hannover / Berlijn |
|                                |                    |                    |                    |                                           |
| richting Bielefeld / Osnabrück | richting Paderborn |                    |                    |                                           |
|                                |                    |                    |                    |                                           |
| richting Oberhausen / Dortmund |                    |                    |                    |                                           |